# Журавинка (Курчатовский район)
Журавинка — деревня в Курчатовском районе Курской области. Входит в Костельцевский сельсовет.

## География
Деревня находится на реке Прутище, в 49 километрах к юго-западу от Курска, в 21 километрах севернее районного центра — города Курчатов, в 3 км от центра сельсовета — села Костельцево.
Улицы
В деревне есть улица Пыжовка (6 домов).
Климат
Журавинка, как и весь район, расположена в поясе умеренно континентального климата с тёплым летом и относительно тёплой зимой (Dfb в классификации Кёппена).

## Население
| 2002 | 2010 |
| ---- | ---- |
| 28   | ↘15  |

## Инфраструктура
Личное подсобное хозяйство. На 2 июня 2021 года 26 домов.

## Транспорт
Журавинка находится в 20 км от автодороги регионального значения 38К-017 (Курск — Льгов — Рыльск — граница с Украиной), в 5 км от автодороги межмуниципального значения 38Н-362 (38К-017 — Николаевка — Ширково), в 2,5 км от автодороги 38Н-365 (38Н-362 — Костельцево — Запрутье), в 15,5 км от ближайшей ж/д станции Конышёвка (линия Навля — Льгов I).